# GAKUSEI COLLECTION
GAKUSEI COLLECTION（ガクセイ・コレクション）は、主にファッションショーを行う団体。略称は『ガクコレ』。2011年11月に始まり、東京近郊の会場で年2回のペースで開催。大学生向けメディア『ガクナビ』の運営。2019年9月よりミスコンテスト『GAKUSEI COLLECTION CONTEST（ガクコン）』を主催。

## 概要
「学生から流行を発信する」がテーマである。2019年より実施されているミスコンテスト『GAKUSEI COLLECTION CONTEST』は日本全国から出場者を募り、視聴者参加型で日本一を決めるミス・コンテストで、GAKUSEI COLLECTION（通称：ガクコレ）が主催している。

## 沿革
- 2011年7月  - GAKUSEI COLLECTION設立。
- 2011年11月 - GAKUSEI COLLECTION 2011 Autumn/Winter（A-life）[1]
- 2011年12月 - 有限会社サンライズ協力の元、カラーコンタクトレンズ商品開発開始
- 2012年4月  - 『ナナクロ7』 テレビ東京と共同制作
- 2012年4月  -  GAKUSEI COLLECTION 2012 Spring/Summer（WAREHOUSE701）
- 2012年5月  - Beauty World 東京ビッグサイト出店
- 2012年8月  - HAMASAI 横浜赤レンガ倉庫浴衣ファッションショー開催
- 2012年9月  -  夢展望とファッション座談会
- 2012年11月 - D-Dee／Mitty協力の元、サブバック商品開発開始
- 2012年11月 - GAKUSEI COLLECTION 2012 Autumn/Winter（渋谷ヒカリエホール）
- 2013年5月  - 『特報！みんなの夢ラジオ』(代表:渡邉美樹)と共同制作
- 2013年10月 - GAKUSEI COLLECTION 2013 Autumn/Winter（ディファ有明）[2]
- 2014年7月 - GAKUSEI COLLECTION 2014 Autumn/Winter（南青山ベロア）
- 2015年3月 - 5iVESTAR 協力:ASOBI SYSTEM（新木場StudioCoast）
- 2019年9月 - GAKUCON 2019 協力:TikTok MixChannel テレビ東京 など（JOL原宿）
- 2020年4月 - GAKUCON 2020SS 協力:TikTok MixChannel テレビ東京 など

## 過去に出演した審査員やタレント

### 審査員
- 明坂真太郎(株式会社テレビ東京)
- 髙田和樹(エイベックス株式会社 兼 株式会社TWH)
- 清瀬光穂（元AbemaTVプロデューサー）

### 女性タレント
- 徳本夏恵(なちょす)
- Silent Silen
- アリス十番
- 梅小鉢
- 近野莉菜(元AKB48)[3]
- ローラチャン[4]
- 新井美穂[3]
- 柳田衣里佳
- 武田真理子
- 松浦雅
- 近藤あや
- 真崎ゆか
- 荒木さやか
- 繁森由梨佳
- 百済友希
- 小林真由
- 瀬戸晴加
- 黒坂優香子
- 水野佐彩
- 黒瀬サラ(スチームガールズ)
- 澤田リサ(スチームガールズ)
- 島袋聖南(元テラスハウスメンバー)
- 向山志穂
- 大澤怜奈
- 神山まりな
- ホワイトクレン加奈

### 男性タレント
- 渡辺正行
- 石田純一
- 岡田圭右（ますだおかだ）
- 門出ピーチクパーチク

- 藤田富
- 山田ジェームズ武
- 佐野恭平
- 北村諒
- 佐野恭平
- 大倉士門
- 今福歳生（men's egg読モ）
- まうい（MEN'S KNUCKLE読モ）
- アクン（SPiCYSOL"バンドのギター）
- 森長一誠（『今日好きになりました』に出演）

## 過去協賛企業
- Bytedance(TikTok)
- C Channel
- JAL(日本航空)
- L'Oréal
- 花王
- mod's hair
- EDGE STYLE
- WWSチャンネル
- 株式会社グローバルブリエ
- 株式会社トップラン
- 株式会社イズム
- FOREVER21[5]
- CharmyDiamond
- 夢展望
- PARTNERS
- ヘアグランスジャパン
- 株式会社ブルーアンドピンク
- fukulog
- エターナルラビリンス

## メディア

### 特集番組
- WWSチャンネル 「学生コレクション GAKUSEI COLLECTION 2012 Autumn/Winter特設ページ」[6]
- WWSチャンネル 「学生コレクション GAKUSEI COLLECTION 2013 Autumn/Winter開催前インタビュー」[7]
- WWSチャンネル 「学生コレクション GAKUSEI COLLECTION 2013 Autumn/Winter特設ページ」[8]